# Riu Ijuez
El riu Ijuez (en aragonès i oficialment Ixuez) és un riu de nord de la península Ibèrica, afluent del riu Aragó. Discorre per la província aragonesa d'Osca. En el seu tram alt se li coneix amb el nom de riu Iguácel.

## Descripció
El riu Iguácel neix als vessants del Bacún, als contraforts del massís de la penya Collarada, a més de dos mil metres d'altitud. Passa pel Monestir de Santa Maria d'Iguàcel, i recorre tota la vall de la Garcipollera -canviant de nom a el de riu Ijuez- fins a la seva desembocadura en el riu Aragó pel seu marge esquerra, a uns 830  msnm, aigües avall de Castiello de Jaca, prop de l'ermita de Santa Juliana de Garcipollera.
Fins a finals del segle xix, al menys, el riu es documentava també en castellà amb el nom de riu Ixuez, segons Lucas Mallada (1878).